# Toprakkale
Koordinaten: 38° 31′ 14″ N, 43° 24′ 14″ O

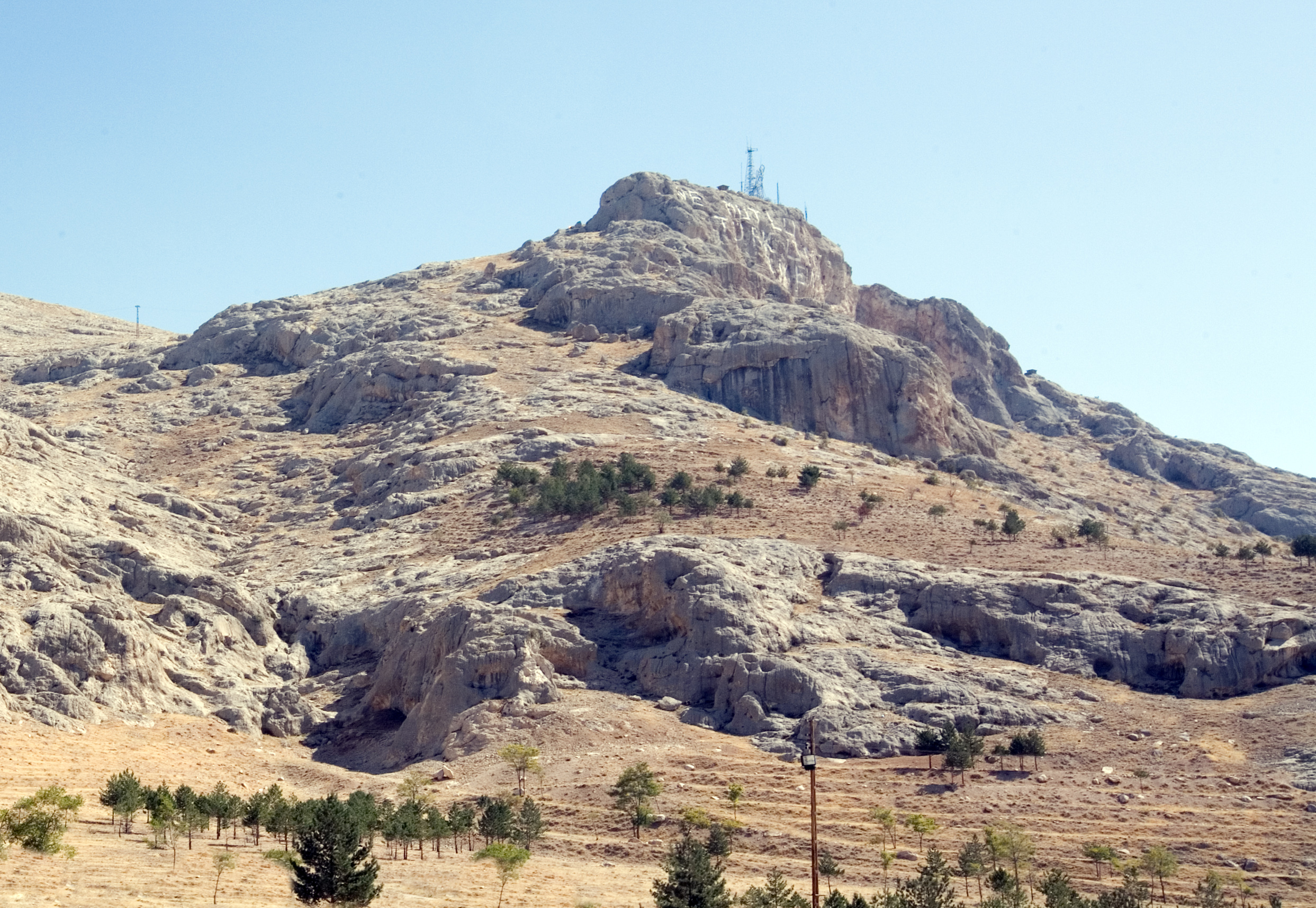
Toprakkale

Toprakkale (dt.: Erdfestung) ist ein Siedlungshügel im Südosten der heutigen Türkei. Er liegt am nordöstlichen Stadtrand von Van etwa 5,5 km Luftlinie von der Festung Van (Tušpa) entfernt. Im 7. Jahrhundert v. Chr. gründete der urartäische König Rusa II. hier die Festung Rusahinili (Rusas' Stadt). Sie war eine Residenzstadt.

## Grabungen
Ausgrabungen in Toprakkale wurden seit 1875 von russischen, britischen: deutschen und türkischen Archäologen durchgeführt
- 1880 unter Hormuzd Rassam, Captain Emilius Clayton, dem britischen Vize-Konsul in Van, und G. C. Raynolds[3]
- 1898 unter Waldemar Belck und Carl Ferdinand Friedrich Lehmann-Haupt
- 1911–1912 unter Joseph Orbeli und Nikolai Jakowlewitsch Marr
- 1959–1961 und 1976 unter Arif Erzen

## Funde
Dabei wurden viele Artefakte aus Bronze, Gold, Silber und Elfenbein gefunden. Wichtige Fundstücke sind ein bronzener Kerzenständer mit einer Höhe von 136 cm, Weiheschilde und Reliefs. Ein Altar für den Gott Ḫaldi befindet sich heute im Archäologischen Museum in Istanbul. Weitere Funde sind im Museum für anatolische Zivilisationen in Ankara ausgestellt.
Funde aus Van wurden 1887 durch das Vorderasiatische Museum zu Berlin aufgekauft. Die spätesten datierbaren Funde von Toprakkale, Weiheschilde aus Bronze, tragen Inschriften von Rusa (Sohn des Erimena), einem urartäischen König der Spätzeit, dessen chronologische Stellung nicht gesichert ist.
Schilde
- BM 116735
- BM 135733
- BM 135734
- BM 135735 (Griff)
- BM 135448, mit Weiheinschrift Rusas an Ḫaldi[5]